# 下北半島国定公園
下北半島国定公園（しもきたはんとうこくていこうえん）は、青森県東部に位置する下北半島の主要な景勝地を包含する国定公園。恐山と周辺のカルデラ地帯、薬研渓流を中心に、半島西岸の鯛島から弁天島に至る、仏ヶ浦を含めた約15kmの海岸線、そして大間崎及び尻屋崎の先端部分が指定区域となっている。1968年7月22日指定。

## 主な景勝地
- 恐山 - 那須火山帯の北限にあたる休火山。無数の噴気孔があり、そこから硫黄ガスが噴出。そのために植物はほとんど育たず、岩石は化学分解されて黄白色に変色している。その荒涼とした奇観から「死者の集まる山」と目される。
- 薬研渓流 - 薬研温泉郷で知られる清流。
- 仏ヶ浦 - 海蝕によって形成された奇岩群。仏教文化とつながりが深く、奇勝に仏の名が用いられている。国の名勝、及び天然記念物。
- 大間崎 - 本州最北端で、観光化されている。津軽海峡を隔てて北海道を望む。大間マグロで有名となり、訪れる人が増加。
- 尻屋崎 - 先端部に砂丘が発達。そこで半野性的に放牧される寒立馬（かんだちめ）が有名。

### ギャラリー

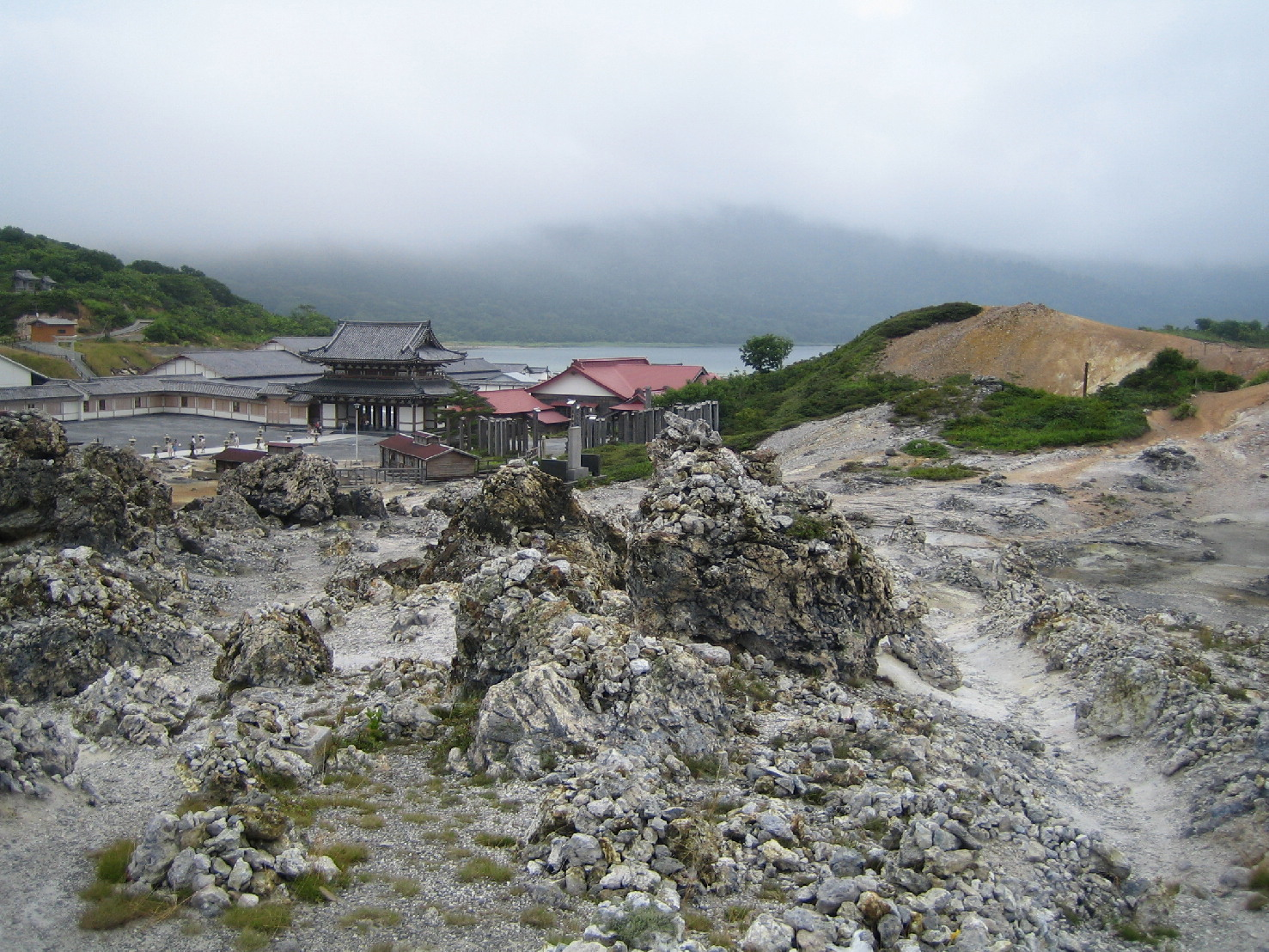
恐山
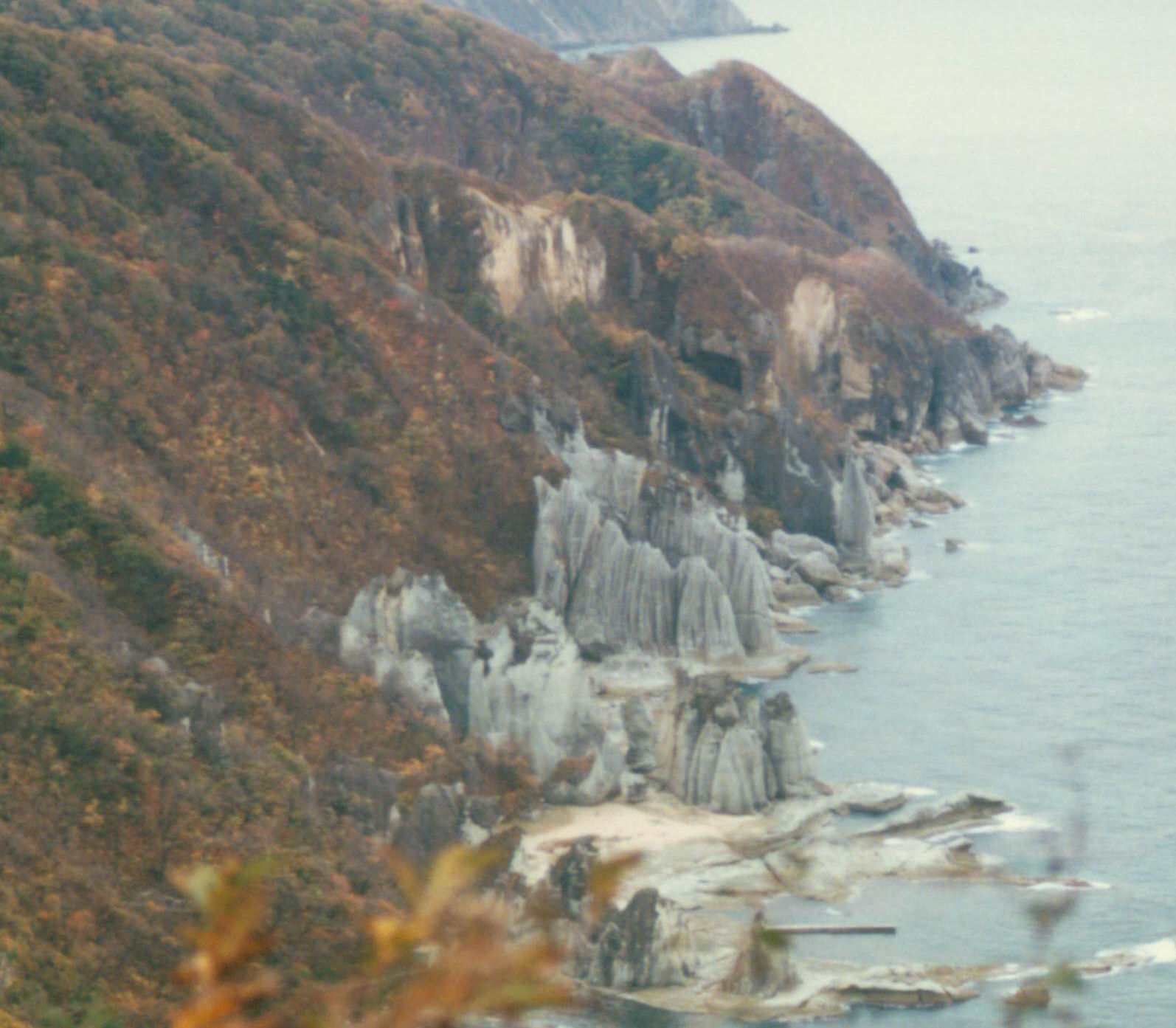
仏ヶ浦の遠景
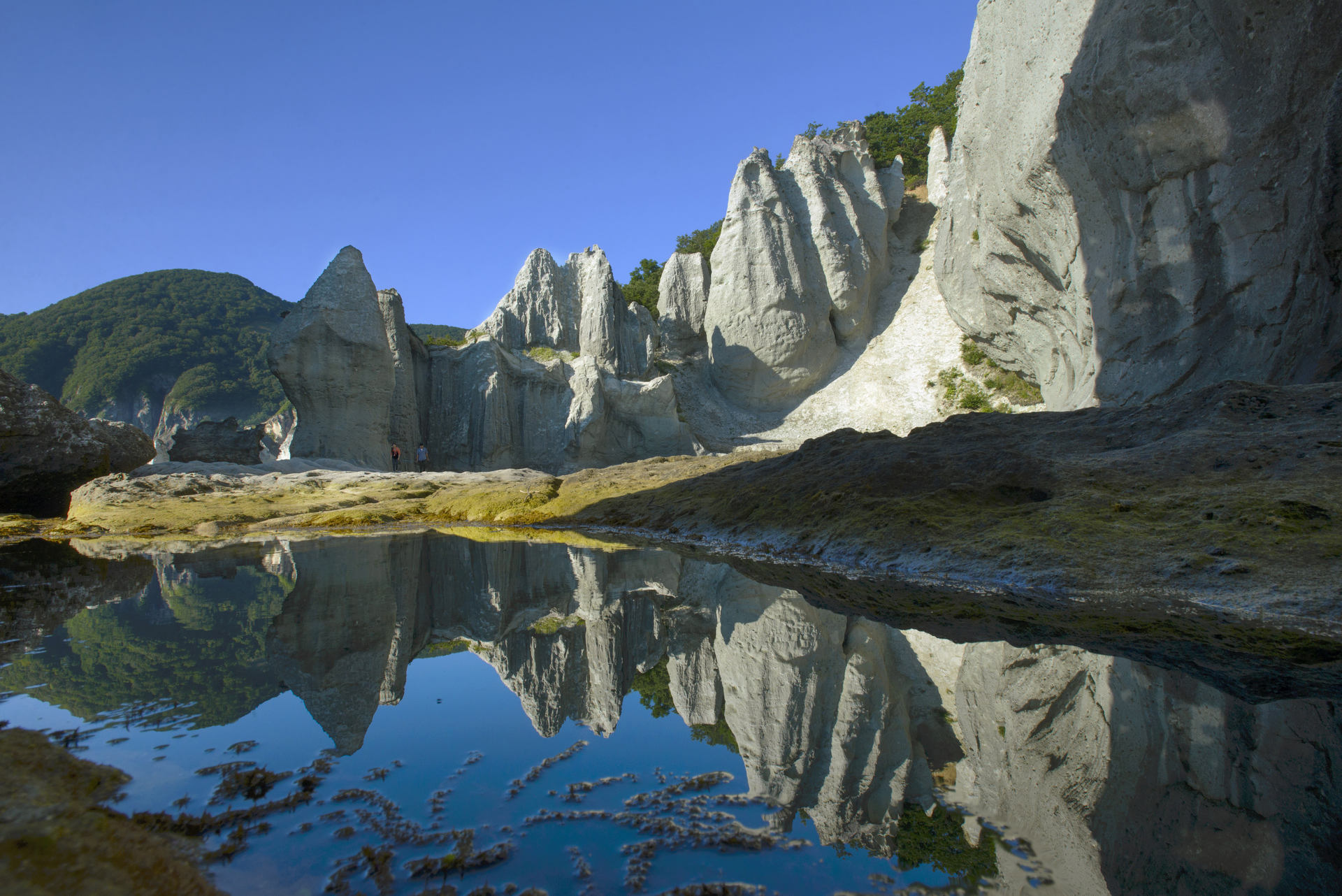
仏ヶ浦
大間崎のマグロ一本釣りモニュメント
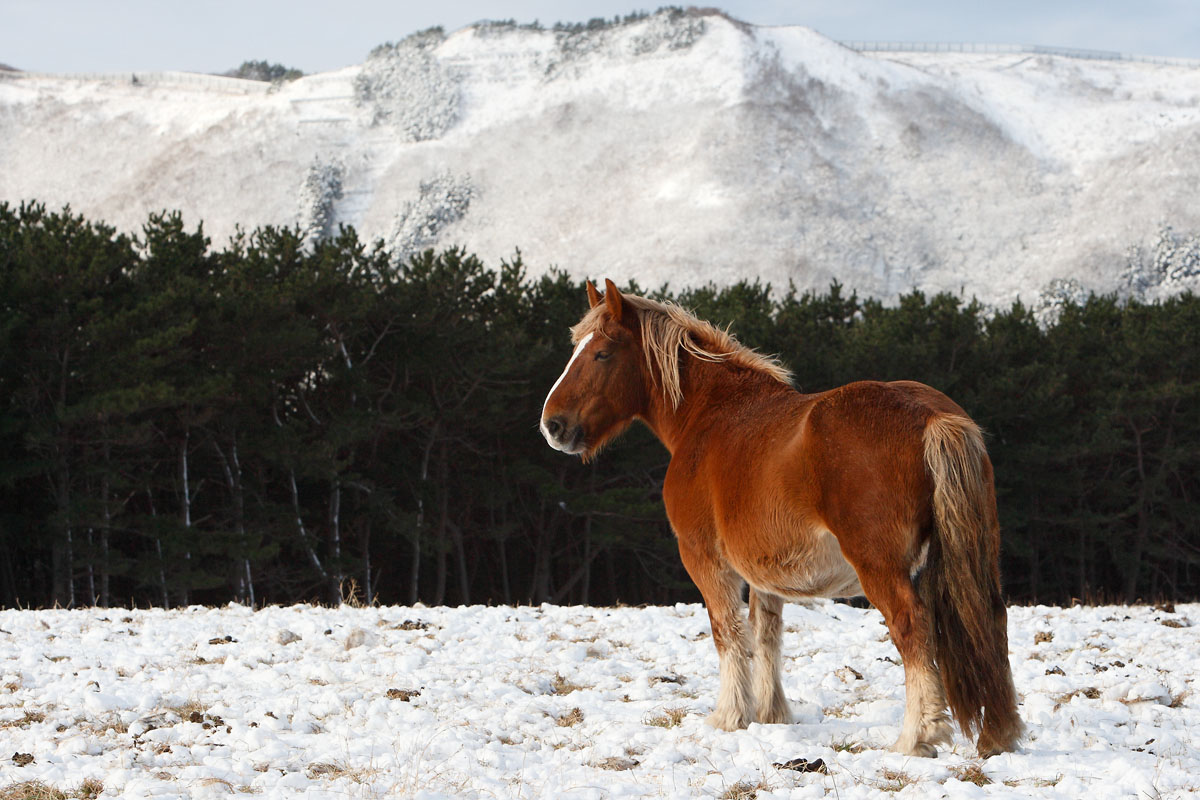
尻屋崎の寒立馬

## 自然
恐山山地はブナ、ヒバ林が発達。海岸ではミズナラやシナノキの植生も見られる。また、下北半島南西端のむつ市脇野沢地区（旧脇野沢村）はニホンザルの北限生息地として知られ（北限のサル）、国の天然記念物に指定されている。